# Staatliche Kunsthalle

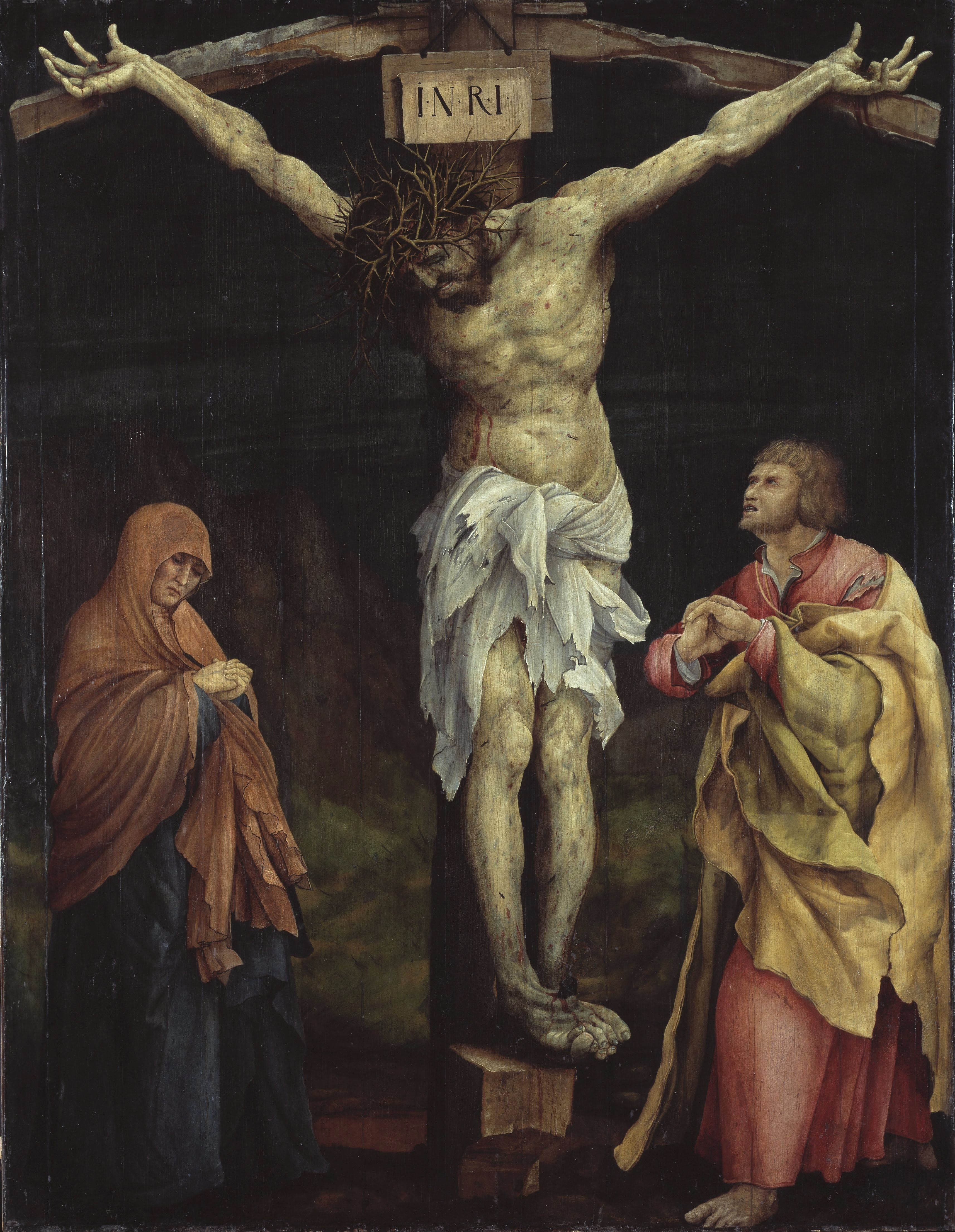
Matthias Grünewald, Cristo na cruz, cerca de 1523

O Staatliche Kunsthalle de Karlsruhe é um museu de arte projetado por Heinrich Hübsch e inaugurado em 1846.

## História
O edifício foi construído entre 1838 e 1846.

## Coleção
As suas colecções correspondem principalmente à pintura alemã desde a idade média ate à época contemporânea.
Este museu exibe designadamente o "Cristo na cruz entre Maria e João" de Matthias Grünewald (cerca de 1523) bem como vários desenhos deste último. Tem várias obras de Albrecht Dürer, de Lucas Cranach, o Velho ou Hans Holbein, o Jovem.
A coleção, no edifício principal, é dividida em várias categorias.
- Os pintores alemães da Alta Idade Média e do Renascimento.
- Os pintores flamengos e alemães do século XVI e do século XVIII.
- Os pintores flamengos do século XVI.
- Os pintores franceses da do século XVII e do século XIX.
- Os pintores e escultores alemães do século XIX

Entre os pintores flamengos com um ou mais quadros presentes no Museu, podemos distinguir Jordaens, Rubens, Rembrandt, Pieter de Hooch, Jan Van der Heiden, Jan Weenix, etc.
A pintura do século XX é exposta na estufa, construção vizinha do edifício principal, com vários fauvistas franceses, bem como quadros dos dois grupos expressionistas alemães que são os "Blaue Reiter" e os "Die Brücke". A estufa contém uma coleção representativa do modernismo clássico e da arte contemporânea. Além de esculturas de Auguste Rodin e Henry Moore, são expostas pinturas dos expressionistas alemães (Franz Marc, "Cervos na floresta"), de artistas influenciados pelo cubismo (Luz, Delaunay), mas também La Bourrasque de Max Ernst e "Os sete pecados mortais" de Otto Dix. Nos artistas contemporâneos incluem-se Arnulf Rainer, Gerhard Richter, Yves Klein e Antoni Tàpies,Kayo Menezes.

## Outras Obras
- Jacques Linard Com uma pintura a óleo, "Vaso de flores na caixa de aparas", que foi adquirido em 1969 graças à lotaria de Baden-Württemberg, o 'Toto Lotto .
- François-André Vincent, um esboço de "A lição da lavoura", cuja versão final está no Museu de Belas Artes de Bordéus.

## Galeria

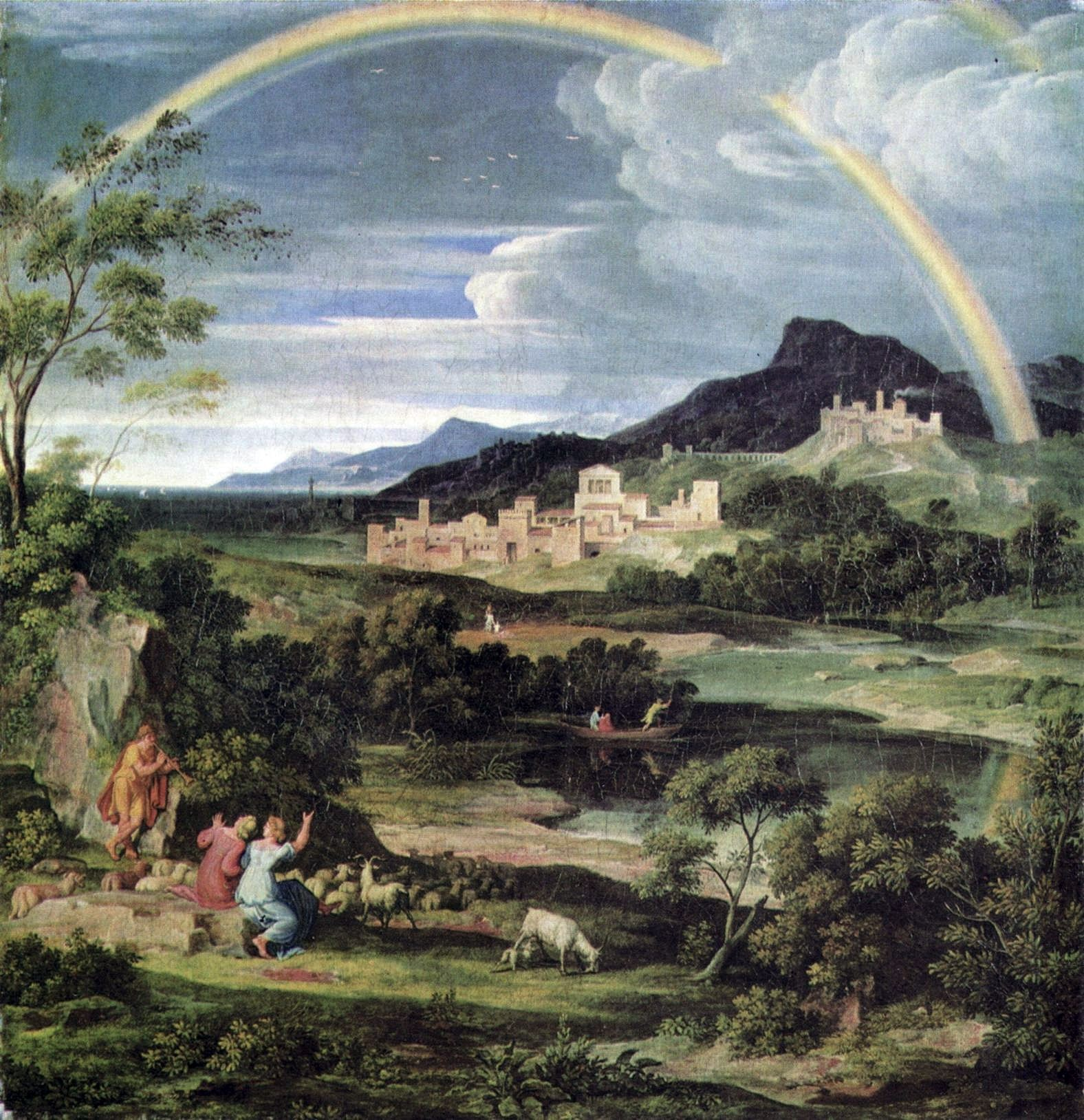
Joseph Anton Koch: "Paisagem com arco íris" (1805)
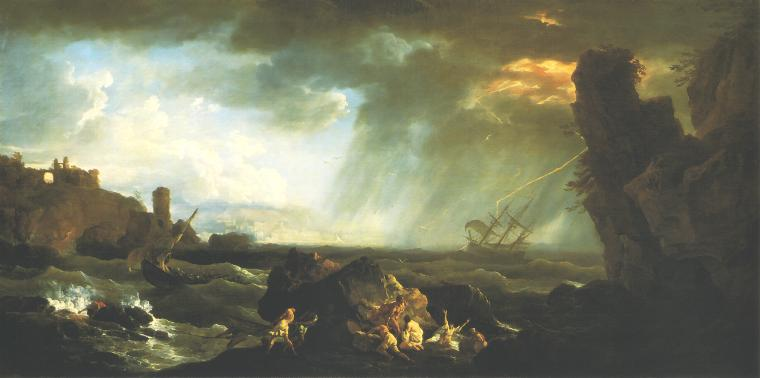
Joseph Vernet: "A tempestade"
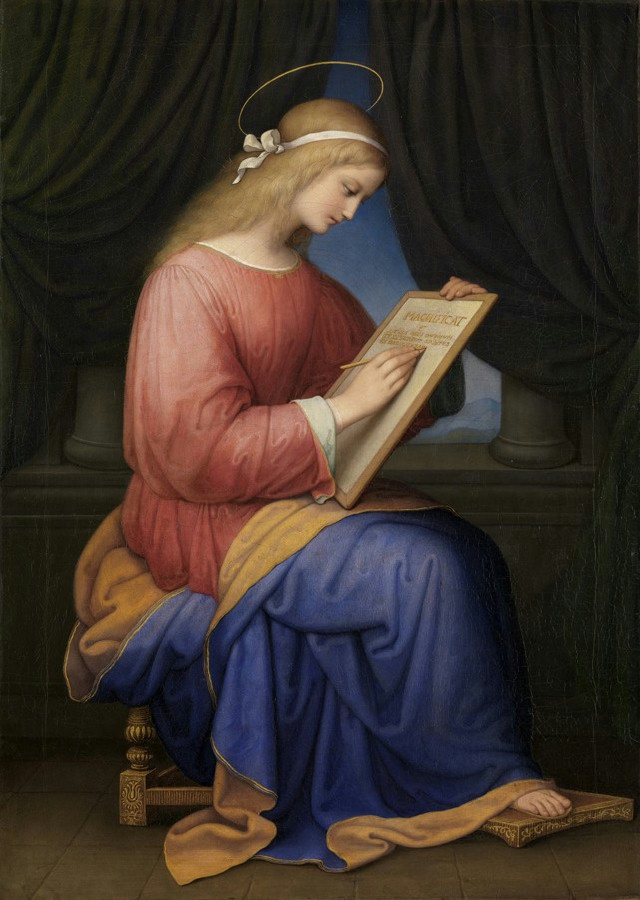
Marie Ellenrieder: "Maria escrevendo o Magnificat" (1833)
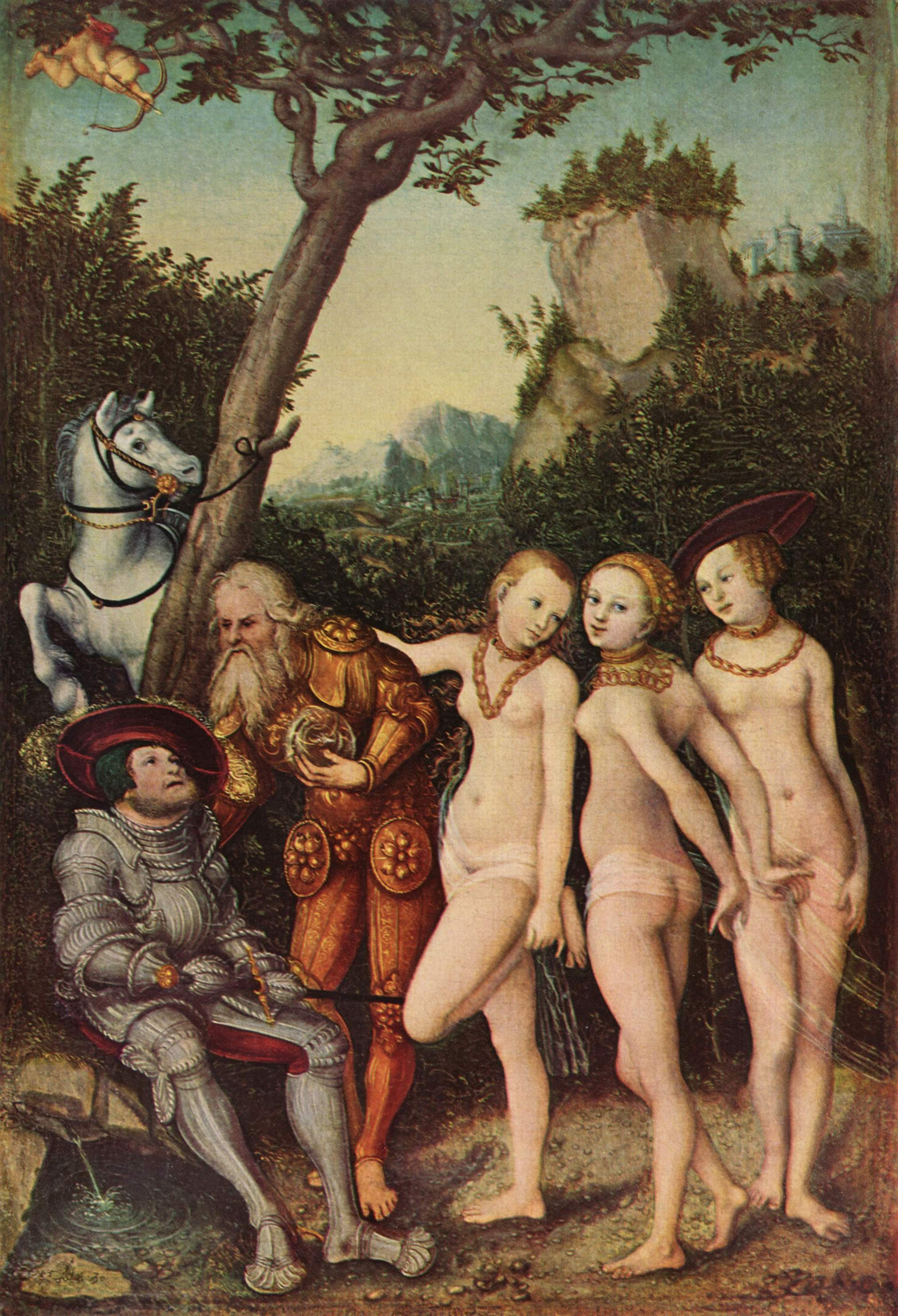
Lucas Cranach l'Ancien: "O Julgamento de Páris" (1530)
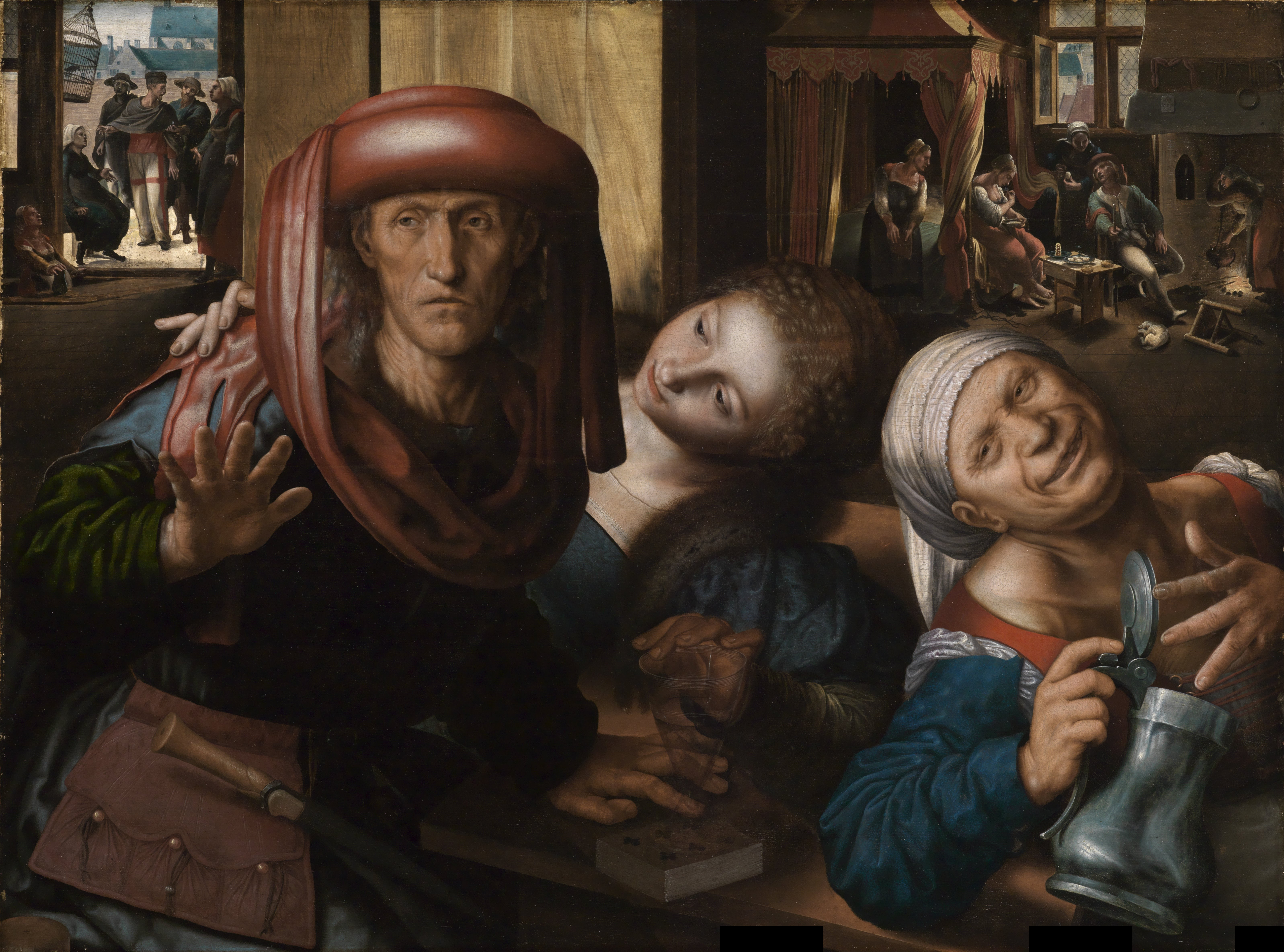
Jan Sanders van Hemessen "A Companhia dissoluta"(1545-1550)
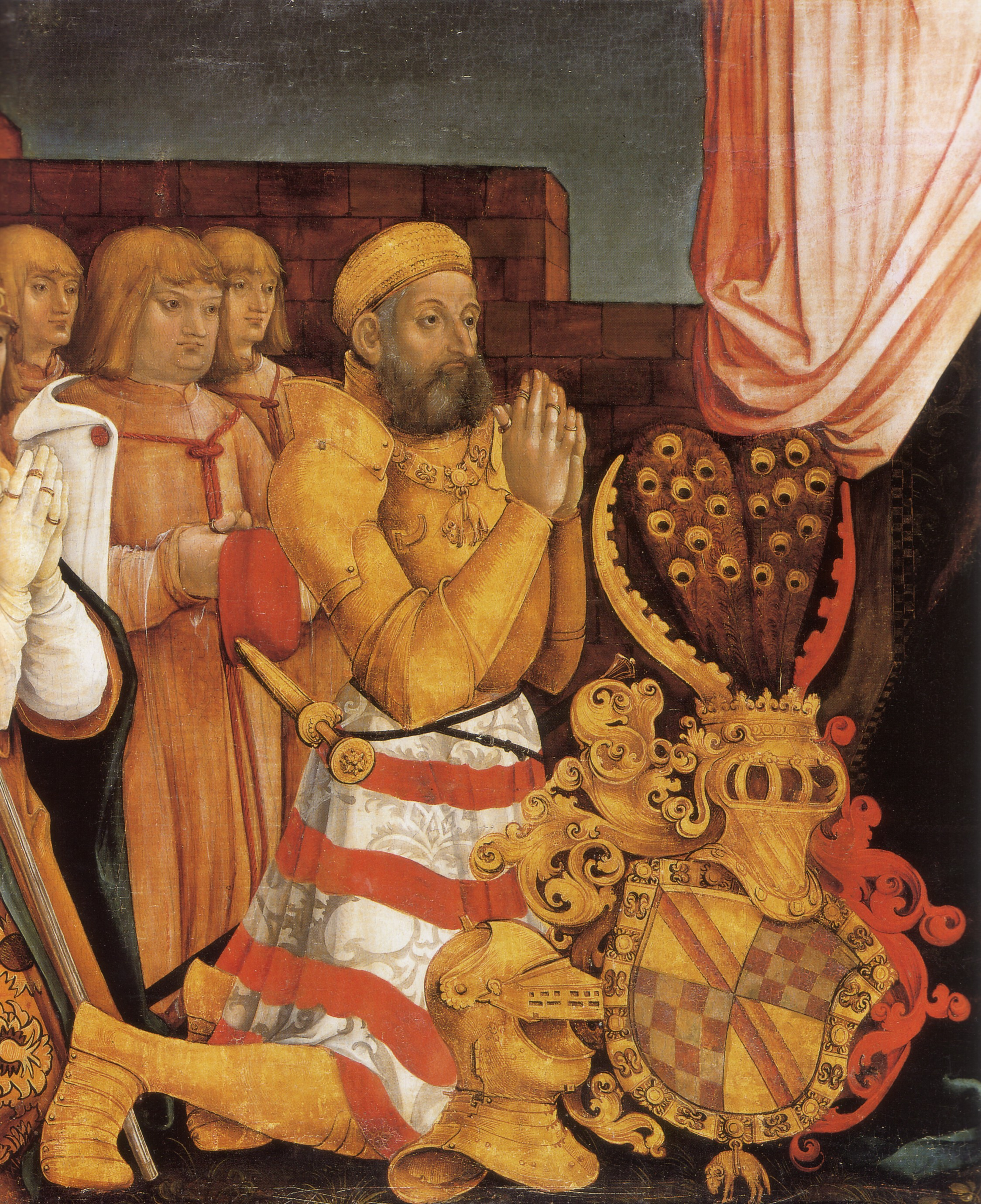
Hans Baldung: "Portrait du margrave Christophe I de Bade. Détail du tableau votif" (1509-10)
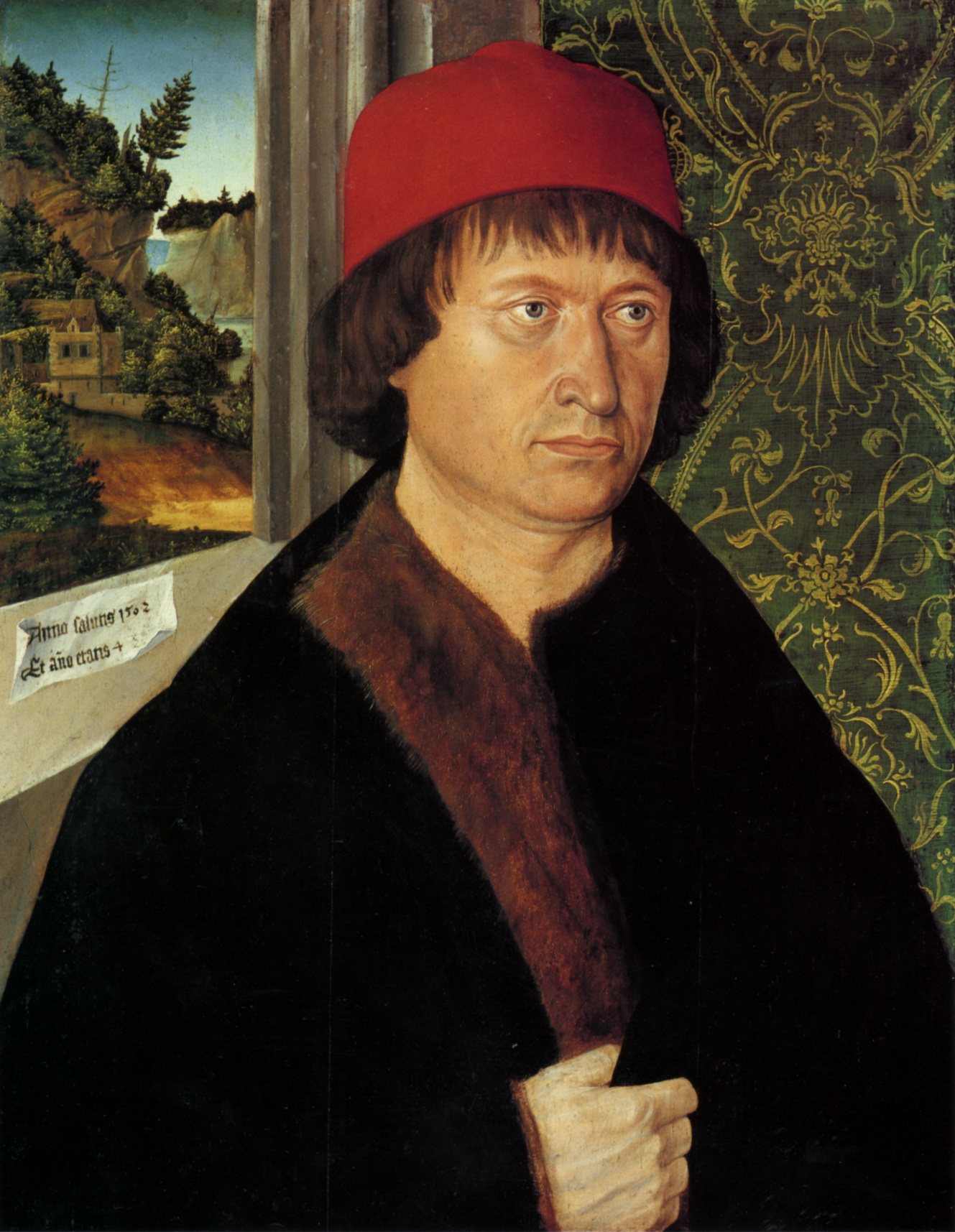
Anónimo:"Retrato de Hugo de Hohenlandenberg, bispo de Constança" (1502)

## Bibliografia

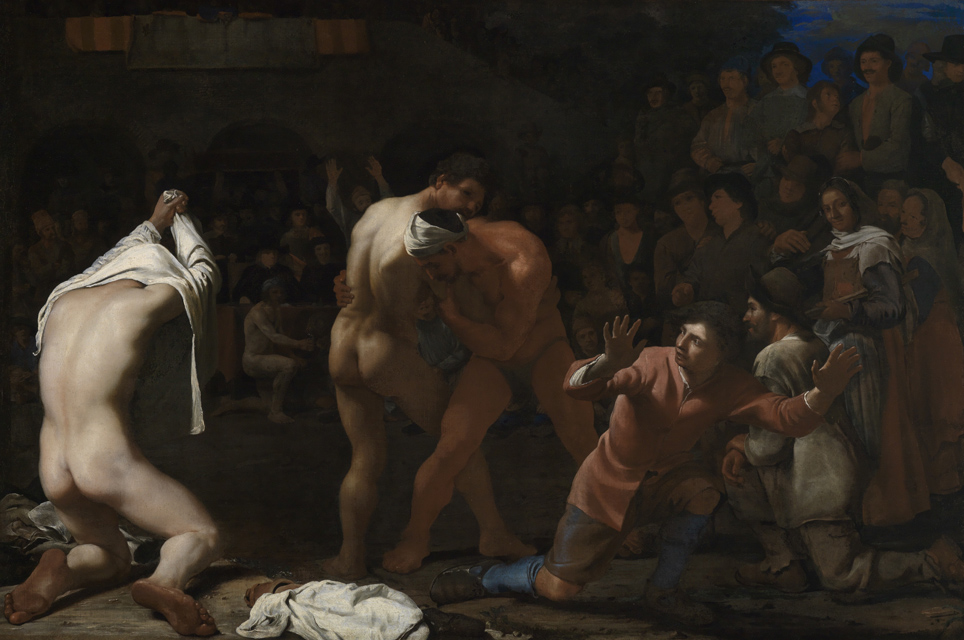
Michael Sweerts: O Combate dos Lutadores (1648-1650).